# Laurie Bird
Laurie Bird (Glen Cove, 26 settembre 1952 – Manhattan, 15 giugno 1979) è stata un'attrice statunitense.
È apparsa in tre film durante gli anni settanta. Due di essi furono diretti da Monte Hellman.

## Biografia
Sua madre morì suicida all'età di 26 anni, quando Laurie Bird aveva solo tre anni. Suo padre era un ingegnere elettrico. Aveva due fratelli maggiori. La severità del padre limitò la sua vita sociale e lei fuggì da casa più volte. In risposta, il padre la mise in un istituto per ragazze trascurate. Frequentò la Jamaica High School, a New York, fino all'età di 15 anni.
La Bird apparve in soli tre film: Strada a doppia corsia (1971), Cockfighter (1974), e in un piccolo ruolo come fidanzata del personaggio di Paul Simon nella commedia romantica Io e Annie (1977) di Woody Allen. Durante le ricerche per Strada a doppia corsia, lo sceneggiatore Rudolph Wurlitzer la incontrò e raccomandò il suo nome a Hellman.
La Bird fu anche fotografa di scena in Cockfighter e scattò la foto di copertina per l'album Watermark (1977) di Art Garfunkel. Apparve sulla copertina dell'album Breakaway di Garfunkel del 1975.
Nel 1979 la Bird morì suicida nell'appartamento di Manhattan che divideva con Garfunkel, assumendo un'overdose di Valium. Garfunkel cadde in una profonda depressione dopo la morte della ragazza. A tale proposito Garfunkel affermò: "Era bella, in un modo solitario e inquieto, e io l'adoravo. Ma non era pronta per il matrimonio e lei non si sentiva molto a suo agio nel ruolo di Laurie. Non era felice con sé stessa. Sua madre si è suicidata a 26 anni, e così ha fatto anche lei.".

## Vita privata
Fu sentimentalmente legata a Monte Hellman, regista dei primi suoi due film. Dal 1974 fino alla sua morte, avvenuta nel 1979, la Bird ebbe una relazione con Art Garfunkel.

## Critica
Venne descritta dall'editorialista di Hollywood Dick Kleiner come "una Hayley Mills innocente".
Il critico cinematografico Michael Atkinson ha scritto nel suo libro Exile Hollywood (2008): «In due film, ha fatto più impressione, ha lasciato più presenza sinestetica, di quanto molti attori fanno in una carriera».

## Filmografia
- Strada a doppia corsia (Two-Lane Blacktop), regia di Monte Hellman (1971)
- Cockfighter, regia di Monte Hellman (1974)
- Io e Annie (Annie Hall), regia di Woody Allen (1977)

## Nella cultura di massa
- La storia romanzata di Laurie Bird è stata narrata nel libro Let Go and Go On and On: A Novel Based on the Roles of Laurie Bird dello scrittore e musicista Tim Kinsella, pubblicato nel 2014.[12]